# 스마일 (2022년 영화)
《스마일》(영어: Smile)은 2022년 개봉한 미국의 초자연 심리 공포 영화이다. 파커 핀의 첫 장편 영화 연출작이며 각본 역시 핀이 맡았다. 핀 본인의 2020년 단편 영화 《잠들지 못하는 로라》(Laura Hasn't Slept)가 원작이며, 이 단편에서 로라 역으로 나온 케이틀린 스테이시가 동일한 배역을 이어서 연기하였다. 주인공인 심리 치료사 로즈 코터 역은 소시 베이컨이 맡았으며, 그 외에 카일 갤너, 제시 T. 어셔, 로빈 와이거트, 캘 펜 등이 출연하였다. 2021년 9월 제작 발표 당시 가제는 Something's Wrong with Rose였다.
평단으로부터 대체로 좋은 평가를 받았다. 2024년 제51회 새턴상 최우수 공포 영화상 후보에 올랐다.
2024년 속편 《스마일 2》가 개봉하였다.

## 줄거리
뉴저지주 뉴어크 정신 병원의 심리 치료사 로즈 코터는 사람들 눈에 보이지 않는 어떤 존재가 자신 앞에 미소를 짓는 다양한 사람들의 모습으로 나타나고 있다고 주장하는 환자 로라 위버를 맡게 된다. 그러나 로라는 진료 중 갑자기 활짝 웃으며 목을 그어 자살한다.
곧 로즈는 로라가 묘사했던 현상을 똑같이 겪기 시작한다. 로즈는 자신들 외에도 유사한 경험을 한 이들이 더 있으며 이들은 모두 누군가 자살하는 현장을 목격한 뒤 일주일 내로 사망했다는 걸 알게 된다.

## 출연진
- 소시 베이컨 - 로즈 코터 역
- 카일 갤너 - 조엘 역
- 제시 T. 어셔 - 트레버 역
- 로빈 와이거트 - 매들린 노스콧 박사 역
- 케이틀린 스테이시 - 로라 위버 역
- 캘 펜 - 모건 데사이 박사 역
- 롭 모건 - 로버트 탤리 역
- 질리언 진저 - 홀리 역
- 주디 레예스 - 빅토리아 무뇨즈 역